# Каон (Падова)
Каон је насеље у Италији у округу Падова, региону Венето.
Према процени из 2011. у насељу је живело 54 становника. Насеље се налази на надморској висини од 29 м.